# Paspalum gemmosum
Paspalum gemmosum là một loài thực vật có hoa trong họ Hòa thảo. Loài này được Chase ex Renvoize mô tả khoa học đầu tiên năm 1972.